# سيساك

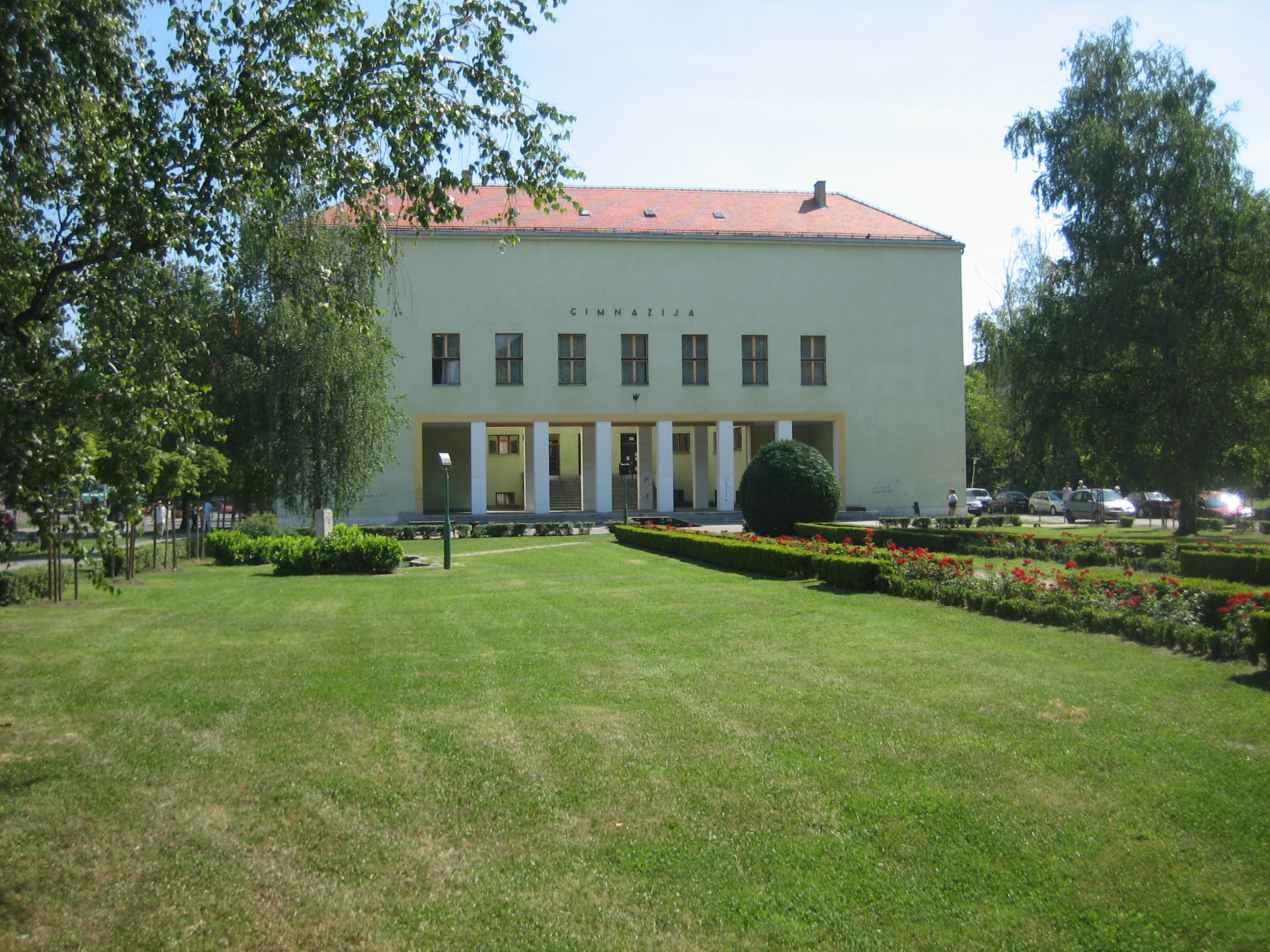
الطابع المعماري في سيساك

مدينة سيساك هي مدينة كرواتية وهي مركز مقاطعة سيساك-موسلافينا. وهي تقع على ملتقى أنهار كوبا، سافا، أودرا، وتقع على بعد 57 كم (35 ميل) جنوب شرق زغرب عاصمة كرواتيا.

## المناخ
يظهر الجدول التالي التغييرات المناخية على مدار السنة لسيساك:
| البيانات المناخية لـسيساك                                | البيانات المناخية لـسيساك | البيانات المناخية لـسيساك | البيانات المناخية لـسيساك | البيانات المناخية لـسيساك | البيانات المناخية لـسيساك | البيانات المناخية لـسيساك | البيانات المناخية لـسيساك | البيانات المناخية لـسيساك | البيانات المناخية لـسيساك | البيانات المناخية لـسيساك | البيانات المناخية لـسيساك | البيانات المناخية لـسيساك | البيانات المناخية لـسيساك |
| الشهر                                                    | يناير                     | فبراير                    | مارس                      | أبريل                     | مايو                      | يونيو                     | يوليو                     | أغسطس                     | سبتمبر                    | أكتوبر                    | نوفمبر                    | ديسمبر                    | المعدل السنوي             |
| -------------------------------------------------------- | ------------------------- | ------------------------- | ------------------------- | ------------------------- | ------------------------- | ------------------------- | ------------------------- | ------------------------- | ------------------------- | ------------------------- | ------------------------- | ------------------------- | ------------------------- |
| الدرجة القصوى °م (°ف)                                    | 21.4 (70.5)               | 23.4 (74.1)               | 27.4 (81.3)               | 31.1 (88.0)               | 34.3 (93.7)               | 38.1 (100.6)              | 39.8 (103.6)              | 40.0 (104.0)              | 34.9 (94.8)               | 29.6 (85.3)               | 25.0 (77.0)               | 23.7 (74.7)               | 40.0 (104.0)              |
| متوسط درجة الحرارة الكبرى °م (°ف)                        | 3.7 (38.7)                | 6.8 (44.2)                | 12.2 (54.0)               | 16.7 (62.1)               | 21.9 (71.4)               | 24.8 (76.6)               | 27.0 (80.6)               | 26.6 (79.9)               | 22.4 (72.3)               | 16.2 (61.2)               | 9.1 (48.4)                | 4.7 (40.5)                | 16.0 (60.8)               |
| المتوسط اليومي °م (°ف)                                   | 0.5 (32.9)                | 2.4 (36.3)                | 6.8 (44.2)                | 11.2 (52.2)               | 16.2 (61.2)               | 19.4 (66.9)               | 21.2 (70.2)               | 20.4 (68.7)               | 16.1 (61.0)               | 10.8 (51.4)               | 5.3 (41.5)                | 1.5 (34.7)                | 11.0 (51.8)               |
| متوسط درجة الحرارة الصغرى °م (°ف)                        | −3.1 (26.4)               | −2.0 (28.4)               | 1.5 (34.7)                | 5.4 (41.7)                | 9.9 (49.8)                | 13.1 (55.6)               | 14.7 (58.5)               | 14.3 (57.7)               | 10.5 (50.9)               | 6.1 (43.0)                | 1.6 (34.9)                | −1.7 (28.9)               | 5.9 (42.6)                |
| أدنى درجة حرارة °م (°ف)                                  | −25.2 (−13.4)             | −25 (−13)                 | −18.4 (−1.1)              | −5 (23)                   | −2.3 (27.9)               | 1.9 (35.4)                | 5.4 (41.7)                | 3.9 (39.0)                | −1.8 (28.8)               | −7.2 (19.0)               | −15.6 (3.9)               | −19.2 (−2.6)              | −25.2 (−13.4)             |
| الهطول مم (إنش)                                          | 49.0 (1.93)               | 48.2 (1.90)               | 55.0 (2.17)               | 69.4 (2.73)               | 79.4 (3.13)               | 94.7 (3.73)               | 80.2 (3.16)               | 77.8 (3.06)               | 84.5 (3.33)               | 78.7 (3.10)               | 91.1 (3.59)               | 68.3 (2.69)               | 876.1 (34.49)             |
| متوسط أيام هطول الأمطار (≥ 0.1 mm)                       | 11.7                      | 10.9                      | 11.6                      | 13.8                      | 13.0                      | 13.8                      | 10.9                      | 10.1                      | 11.5                      | 12.3                      | 12.0                      | 12.4                      | 143.9                     |
| متوسط الأيام المثلجة (≥ 1.0 cm)                          | 11.8                      | 8.4                       | 2.5                       | 0.4                       | 0.0                       | 0.0                       | 0.0                       | 0.0                       | 0.0                       | 0.0                       | 3.5                       | 8.3                       | 34.8                      |
| متوسط الرطوبة النسبية (%)                                | 85.0                      | 78.7                      | 71.3                      | 68.5                      | 69.8                      | 71.1                      | 71.1                      | 74.9                      | 79.9                      | 82.8                      | 85.8                      | 87.3                      | 77.2                      |
| ساعات سطوع الشمس الشهرية                                 | 52.7                      | 93.2                      | 142.6                     | 174.0                     | 235.6                     | 246.0                     | 285.2                     | 257.3                     | 186.0                     | 114.7                     | 54.0                      | 43.4                      | 1٬884٫7                   |
| المصدر: Croatian Meteorological and Hydrological Service |                           |                           |                           |                           |                           |                           |                           |                           |                           |                           |                           |                           |                           |

## توأمة
لسيساك اتفاقيات توأمة مع كل من:
- غابروفو (14 مايو 2004 - )
- هايدنهايم
- ريمشينج
- زومباثلي

## أعلام
- ليون رادوشيفيتش
- حسن باشا التلي
- جليكو نيمش
- ماريو غاربا
- ماريان مرميتش
- توميسلاف جوميلت